# Katherine Heigl
Katherine Marie Heigl (pronunciat /ˈhaɪɡəl/; Washington DC, 24 de novembre de 1978) és una actriu i productora estatunidenca. És coneguda especialment pel seu paper de la Dra. Izzie Stevens a la sèrie de tema mèdic Grey's Anatomy, a la cadena de televisió ABC, entre 2005 i 2010, que li va valdre un Premi Emmy l'any 2007.

## Biografia
D'ancestres irlandesos i alemanys, els seus pares es deien Paul Heigl i Nancy Engelhardt. Es va criar sent la més petita de quatre germans (Holt, Jason i Meg). L'any 1986 el seu germà Jason va morir a causa de les lesions que li va causar un accident en camioneta. Els pares de Katherine van decidir donar els òrgans del seu germà, ja que tenia mort cerebral, la qual cosa va crear una forta consciència de la importància de la donació en Katherine, que fa servir la seva fama per conscienciar a la gent que prengui aquesta decisió. Després de la mort del seu germà Jason, els seus pares es van convertir a la religió mormona, i ella va ser criada en aquesta religió.
Va començar la seva carrera com a model (agència Wilhelmina) i amb algunes aparicions en televisió a l'edat de dotze anys. El seu debut en la pantalla gran va ser en la pel·lícula That Night, gravada en 1992. Temps després, en la pantalla petita, li arribaria un altre èxit amb la sèrie Roswell, en la qual donava vida a Isabel. Altres crèdits en diferents sèries per a la televisió inclouen Romy and Michelle, Behind The Velvet Rope, Vegas Dick, Evil Never Dies per TBS, i va tornar a un paper protagonista amb Grey's Anatomy, com Izzie Stevens.
Al setembre de 2007 aconsegueix un Emmy a la millor actriu secundària en una sèrie dramàtica pel seu paper de Izzie Stevens en Grey's Anatomy. I abans, al desembre de 2006, va aconseguir una nominació als Globus d'Or a millor actriu secundària en una sèrie pel mateix paper.

## Vida privada
El 23 de desembre de 2007, va contreure matrimoni amb el cantant Josh Kelley, al que va conèixer fa uns anys rodant un videoclip de la cançó Only you. El matrimoni es va celebrar a Utah i entre els convidats estaven Kate Walsh, T.R. Knight i Sandra Oh.
El 2009, la parella adopta a una nena nascuda a Corea anomenada Nancy Leigh però li diuen Naleigh. Al maig de 2012 la parella fa pública la seva nova decisió d'adoptar una nena anomenada Adelaide Marie Hope a la qual afectuosament diuen Addey. El juny de 2016, la parella va anunciar que l'actriu estava embarassada. El 20 de desembre de 2016, l'actriu va donar a llum a Joshua Bishop Kelley, Jr., sent el primer fill biològic de la parella.
Vanity Fair va publicar la llista dels Top 40 celebritats de Hollywood amb més ingressos al llarg de 2010. Heigl ocupava el lloc 33 en la llista en ingressar uns 16 milions de dòlars per les seves pel·lícules.

## Filmografia

### Cinema
| Any  | Pel·lícula                                      | Paper                              | Notes |
| ---- | ----------------------------------------------- | ---------------------------------- | --- |
| 1992 | That Night                                      | Kathryn                            | |
| 1993 | King of the Hill                                | Christina Sebastian                | |
| 1994 | El pare, un heroi (My Father the Hero)          | Nicole                             | Nominada — Premis Artista Jove a la millor actriu |
| 1995 | Alerta màxima 2 (Under Siege 2: Dark Territory) | Sarah Ryback                       | |
| 1996 | Demana un desig                                 | Alexia Wheaton                     | |
| 1997 | El príncep valent (Prince Valiant)              | Princesa Ilene                     | |
| 1997 | Stand-ins                                       | Taffy, substituta de Rita Hayworth | |
| 1998 | Bug Buster                                      | Shannon Griffin                    | |
| 1998 | La núvia de Chucky (Bride of Chucky)            | Jade                               | |
| 1998 | The Tempest                                     |                                    | telefilm |
| 2000 | Cent noies (100 Girls)                          | Arlene                             | |
| 2001 | Valentine                                       | Shelley Fisher                     | |
| 2003 | Critical Assembly                               | Aizy Hayward                       | |
| 2003 | Love Comes Softly                               | Marty Claridge                     | |
| 2003 | Cims Borrascosas                                | Isabel                             | Pel·lícula adaptada per MTV |
| 2005 | Side Effects                                    | Karly Hert                         | Productora executiva |
| 2005 | El farsant (The Ringer)                         | Lynn Sheridan                      | |
| 2006 | Zyzzyx Road                                     | Marissa                            | |
| 2006 | Caffeine                                        | Laura                              | |
| 2007 | Knocked Up                                      | Alison Scott                       | Nominada — Premi Empire a la millor actriu. Nominada — MTV Movie Award per millor actuació. Nominada — Premi Satellite a la millor actriu en un musical o comèdia. Nominada — Teen Choice Awards — Actriu de cinema: comèdia |
| 2008 | 27 Dresses                                      | Jane Nichols                       | |
| 2009 | La crua realitat                                | Abby Richter                       | Productora executiva. Nominada — Premi Satellite a la millor actriu en un musical o comèdia. Nominada — Teen Choice Awards — Estrella de cinema de l'estiu: dona                                                             |
| 2010 | Killers                                         | Jen Kornfeldt                      | |
| 2010 | Life as We Know It                              | Holly Berenson                     | Productora executiva |
| 2011 | New Year's Eve                                  | Laura Monroe                       | Reemplaçant a Halle Berry |
| 2012 | One for the Money                               | Stephanie Plum                     | |
| 2013 | The Happytime Murders                           |                                    | |
| 2013 | The Big Wedding                                 | Lyla Griffin                       | |
| 2014 | The Nut Job                                     | Andie                              | Veu |
| 2015 | Jenny`s Wedding                                 | Jenny                              | |
| 2015 | Home sweet Hell                                 | Mico Champagne                     | |
| 2017 | Inoblidable (Unforgettable)                     | Tessa                              | |
| 2017 | The Nut Job 2: Nutty by Nature                  | Andie                              | Veu |
| 2019 | Our House                                       | Bridget                            | |
| 2021 | Fear of Rain                                    | Michelle Burroughs                 | |
| TBA  | That's Amore!                                   | Patty Amore                        | |

### Televisió
| Any       | Títol                              | Paper                                     | Notes                                              |
| --------- | ---------------------------------- | ----------------------------------------- | -------------------------------------------------- |
| 1996      | Wish Upon a Star                   | Alexia Wheaton                            | Telefilm                                           |
| 1998      | The Tempest                        | Miranda Prosper                           | Telefilm                                           |
| 1999-2002 | Roswell                            | Isabel Evans                              | Paper principal                                    |
| 2002      | The Twilight Zone                  | Andrea Collins                            | Episodi: "Cradle of Darkness"                      |
| 2003      | Critical Assembly                  | Aizy Hayward                              | Telefilm                                           |
| 2003      | Vegas Dick                         | Madeline                                  | Telefilm                                           |
| 2003      | Love Comes Softly                  | Marty Claridge                            | Telefilm                                           |
| 2003      | Evil Never Dies                    | Eve                                       | Telefilm                                           |
| 2003      | Wuthering Heights                  | Isabel Linton                             | Telefilm                                           |
| 2004      | Love's Enduring Promise            | Marty Claridge Davis                      | Telefilm                                           |
| 2005      | Romy and Michele: In the Beginning | Romy White                                | Telefilm                                           |
| 2005-2010 | Grey's Anatomy                     | Dr. Isobel "Izzie" Stevens                | Paper principal (temporades 1–6); 120 episodis     |
| 2014-2015 | State of Affairs                   | Agent Charleston "Charlie" Whitney Tucker | Paper principal, productora executiva              |
| 2017      | Doubt                              | Sadie Ellis                               | Paper principal, 13 episodis                       |
| 2018-2019 | Suits                              | Samantha Wheeler                          | Paper principal (temporades 8–9); 26 episodis      |
| 2021-2023 | Firefly Lane                       | Tululah Rose "Tully" Hart                 | Paper principal, 26 episodis, productora executiva |

## Premis i nominacions
Premis

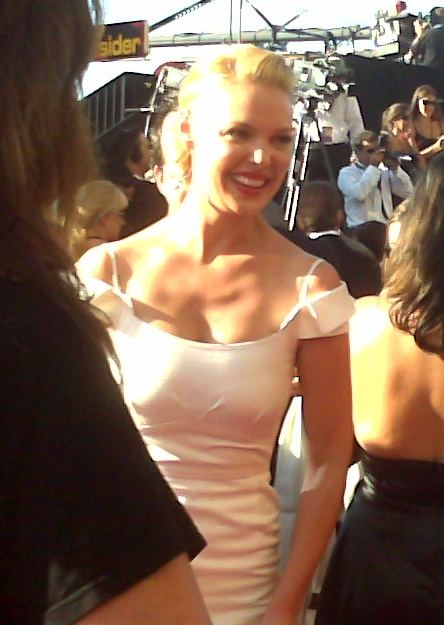
Heigl als 59 premis Emmy, el 2007

- 2007. Primetime Emmy a la millor actriu secundària en sèrie dramàtica per Grey's Anatomy

Nominacions
- 2007. Globus d'Or a la millor actriu secundària en sèrie, minisèrie o telefilm per Grey's Anatomy
- 2008. Globus d'Or a la millor actriu secundària en sèrie, minisèrie o telefilm per Grey's Anatomy